# Kiss Tomorrow Goodbye (singolo)
Kiss Tomorrow Goodbye è il quarto ed ultimo singolo estratto dal terzo album in studio Tailgates & Tanlines del cantante country statunitense Luke Bryan. Il singolo è stato pubblicato il 13 febbraio 2012 per il mercato americano.

## Classifiche
| Classifica (2011)             | Posizione massima |
| ----------------------------- | ----------------- |
| Stati Uniti                   | 29                |
| Stati Uniti (airplay country) | 1                 |
| Stati Uniti (country)         | 3                 |
| Canada                        | 46                |

### Classifiche di fine anno
| Classifica (2012)     | Posizione |
| --------------------- | --------- |
| Stati Uniti (country) | 48        |